# Juan Manuel Bellón López
Juan Manuel Bellón López est un joueur d'échecs espagnol, né le 8 mai 1950. Grand maître international depuis 1978, il fut cinq fois champion d'Espagne et représenta l'Espagne lors de onze olympiades. Depuis septembre 2017, il est affilié à la fédération suédoise des échecs.

## Biographie
Juan Manuel Bellón López est marié avec la championne suédoise Pia Cramling avec qui il a eu une fille, Anna Cramling Bellon.

## Carrière aux échecs
Juan Manuel Bellón López remporta le championnat d'Espagne en 1969, 1971, 1974, 1977 et 1980. Il fut deuxième du championnat d'Europe junior en 1969-1970, ex æquo avec Aleksandr Beliavski et Aurel Urzica.
Il fut deux fois vainqueur du tournoi d'échecs de la Costa del Sol : en 1975 et 1978, ainsi que les tournois de Alicante en 1979, de Barcelone en 1981 et de Terrassa en 1990. Il fut deuxième ex æquo du tournoi de Montilla-Moreles en 1978 (victoire de Boris Spassky), deuxième ex æquo du tournoi jubilé de Zurich en 1984 et deuxième ex æquo du mémorial Capablanca en 1985.

## Compétitions par équipe
Il a représenté l'Espagne lors de dix olympiades consécutives de 1970 à 1988 ainsi que de l'olympiade de 1992, remportant une médaille d'argent individuelle au quatrième échiquier en 1978.
Il participa à deux finales du championnat d'Europe par équipe : en 1970 et 1989, remportant la médaille de bronze individuelle au deuxième échiquier en 1989.
Il est capitaine de l'équipe féminine de Suède.